# Bundesweites Verzeichnis des immateriellen Kulturerbes

Logo des Bundesweiten Verzeichnisses des Immateriellen Kulturerbes der Deutschen UNESCO-Kommission

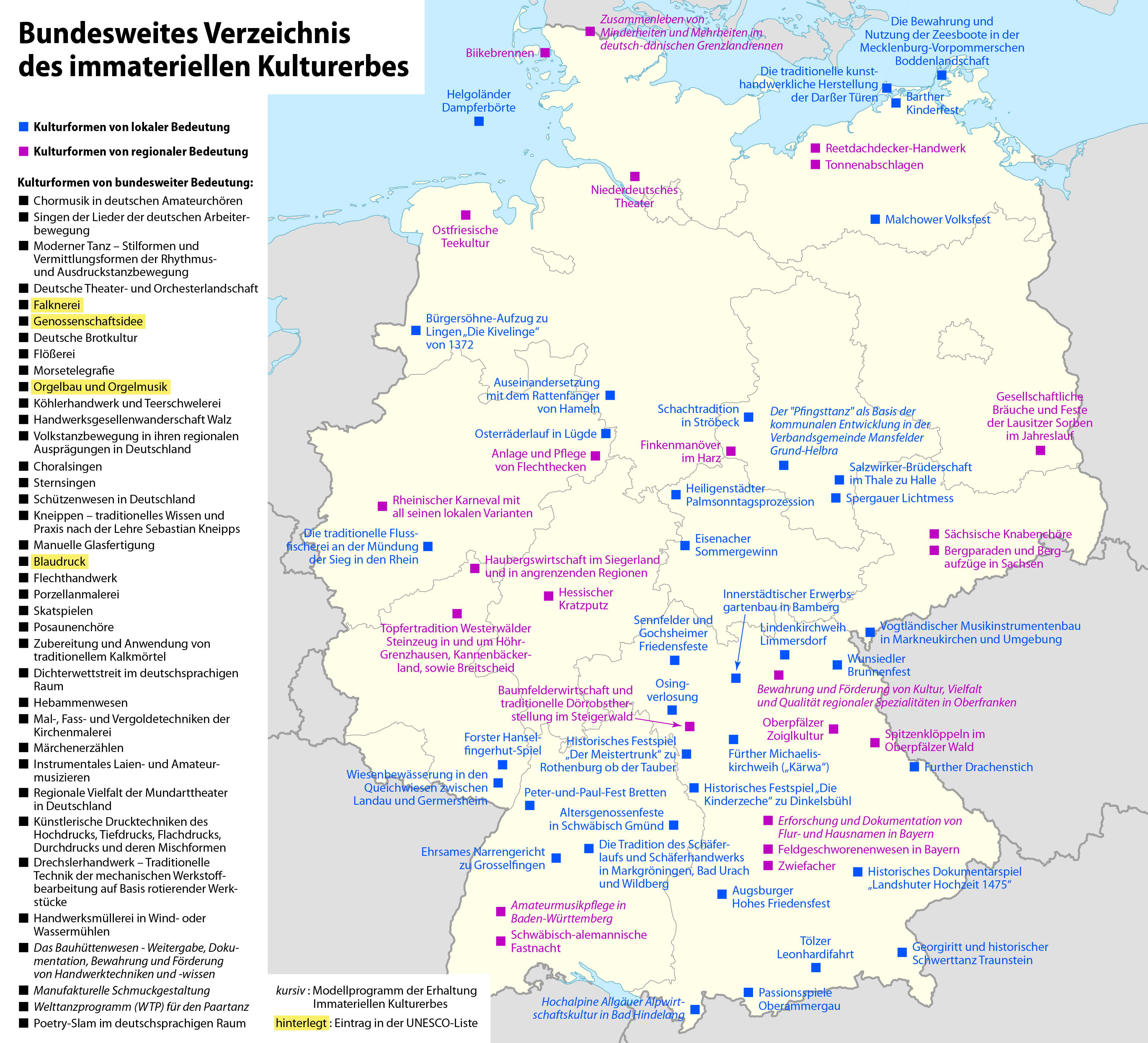
Kartographische Positionen der immateriellen Kulturgüter (Stand 2019)

Das Bundesweite Verzeichnis des Immateriellen Kulturerbes ist eine Zusammenstellung von Kulturformen in der Bundesrepublik Deutschland. Die Aufstellung erfolgte ab 2013 in Umsetzung des 2006 in Kraft getretenen UNESCO-Übereinkommens zur Erhaltung des immateriellen Kulturerbes, dem Deutschland im Jahr 2013 beigetreten ist. Auf globaler Ebene gibt es dafür die Repräsentative Liste des immateriellen Kulturerbes der Menschheit.
In das Verzeichnis werden kulturelle Ausdrucksformen wie beispielsweise Tanz, Theater, Musik, Bräuche, Feste und Handwerkskünste aufgenommen, denen in Deutschland lokal, regional und national besondere Bedeutung zukommt. Die Kulturformen müssen in Deutschland praktiziert werden, ihr Ursprung kann jedoch auch außerhalb von Deutschland liegen. Mit Stand März 2025 enthält das Verzeichnis insgesamt 168 Einträge, davon 20 Modellprogramme zur Erhaltung Immateriellen Kulturerbes.

## Verfahren zur Erstellung
Die bei der Deutschen UNESCO-Kommission eingerichtete Geschäftsstelle Immaterielles Kulturerbe ist damit betraut, das Verfahren zur Erstellung des Verzeichnisses zu koordinieren. Zu festgelegten Bewerbungsphasen sind zivilgesellschaftliche Gruppen und Netzwerke mit gemeinsamen Interessen eingeladen, sich mit ihrer lebendigen Kulturform, ihrem Wissen und Können für das Verzeichnis zu bewerben. Nachdem die Bundesländer eine Vorauswahl treffen, prüft die Kultusministerkonferenz die Anträge und übermittelt sie an das Fachkomitee Immaterielles Kulturerbe, das von der Geschäftsstelle Immaterielles Kulturerbe einberufen wird.

### Bewerbungsphasen
Im Rahmen der ersten Bewerbungsrunde für das Bundesweite Verzeichnis des Immateriellen Kulturerbes wurden 2014 erstmals 26 Kulturformen in das Verzeichnis aufgenommen. Neben der Flößerei wurden unter anderem auch der Rheinische Karneval mit all seinen lokalen Varianten und das Niederdeutsche Theater eingetragen. Im Dezember 2015 wurde das Bundesweite Verzeichnis im Zuge der zweiten Bewerbungsrunde um sieben weitere Kulturformen ergänzt. Erstmals wurden auch zwei Modellprogramme ausgezeichnet und in das Register guter Praxisbeispiele aufgenommen: Die Manufakturelle Schmuckgestaltung und die Bewahrung und Förderung von Kultur, Vielfalt und Qualität regionaler Spezialitäten in Oberfranken. Das Register zeigt modellhaft, wie immaterielles Kulturerbe wirksam erhalten werden kann.
Am 9. Dezember 2016 wurden im Zuge der dritten Bewerbungsrunde 34 Kulturformen und 2 gute Praxisbeispiele der Erhaltung Immateriellen Kulturerbes neu in das Bundesweite Verzeichnis aufgenommen. Neben der Ostfriesischen Teekultur, dem Poetry-Slam und dem Hebammenwesen wurde auch die traditionelle Handwerkstechnik des Blaudrucks als immaterielles Kulturerbe anerkannt. Durch die Zusammenarbeit von Deutschland, Österreich, Ungarn, Tschechien und der Slowakei erfolgte Ende 2018 die Aufnahme des Blaudrucks auch in die Repräsentative UNESCO-Liste des Immateriellen Kulturerbes der Menschheit.
Am 16. März 2018 erweiterten sieben Neuaufnahmen das Bundesweites Verzeichnis des Immateriellen Kulturerbes.
Seit dem 11. Dezember 2018 zählen auch das Augsburger Hohe Friedensfest, die Altersgenossenfeste in Schwäbisch Gmünd, die Haubergswirtschaft im Siegerland sowie 13 weitere lebendige Kulturformen zum immateriellen Kulturerbe in Deutschland. Darüber hinaus wurden auch zwei Modellprogramme, das Welttanzprogramm und das deutsch-dänische Minderheitenmodell, in das deutsche Register Guter Praxisbeispiele aufgenommen.
2020 wurden sieben Kulturformen und 2 gute Praxisbeispiele in das Bundesweite Verzeichnis aufgenommen, darunter das handwerkliche Bierbrauen und die deutsche Friedhofskultur und die Revitalisierung des Spiels auf der diatonischen Handharmonika in Mecklenburg-Vorpommern.
Im Rahmen der vierten Bewerbungsrunde wurden im Jahr 2021 18 Kulturformen und 2 Gute Praxisbeispiele der Erhaltung Immateriellen Kulturerbes in das Bundesweite Verzeichnis aufgenommen. Dazu gehörten neben der Demoszene und dem Streuobstanbau auch das Kaspertheater und das Uhrmacherhandwerk. Das Verzeichnis wurde 2022 um 5 weitere Einträge vergrößert, unter anderem um die Trakehner Zucht und die Handwerkliche Apfelweinkultur und den Willibaldsritt Jesenwang erweitert.
2023 wurde das Bundesweite Verzeichnis um 13 weitere Einträge erweitert. Aufgenommen wurden unter anderem die Hip-Hop-Kultur in Heidelberg, die Kindergartenidee nach Friedrich Fröbel und der Bau und die Nutzung des Spreewaldkahns. Darüber hinaus wurden 2 gute Praxisbeispiele aufgenommen: Das Netzwerk Kachelofenbau und das Sail Training auf Traditionssegelschiffen.
Die Aufnahme in das Bundesweite Verzeichnis des Immateriellen Kulturerbes ist Voraussetzung für die Bewerbung um die Eintragung auf die Repräsentative Liste des immateriellen Kulturerbes der Menschheit der UNESCO. Als erster Vorschlag für die internationale Liste aus Deutschland wurde die Genossenschaftsidee bei der UNESCO eingereicht. Die Aufnahme des Vorschlags durch die UNESCO erfolgte Ende 2016. Im selben Jahr wurde die Falknerei gemeinsam mit 17 Staaten in die Repräsentative Liste des Immateriellen Kulturerbes aufgenommen. Bis 2021 wurde die Beteiligung an der Nominierung auf 24 Länder erweitert. 2017 nahm der UNESCO-Ausschuss für das Immaterielle Kulturerbe den Orgelbau und die Orgelmusik auf Vorschlags Deutschlands in die Repräsentative UNESCO-List auf. 2018 wurde der Blaudruck als immaterielles Kulturerbe der Menschheit anerkannt. Deutschland hatte sich hierbei mit vier weiteren Staaten (Österreich, Tschechien, Slowakei und Ungarn) an der Nominierung beteiligt. Gemeinsam mit Frankreich, Norwegen, Österreich und der Schweiz wurde das Bauhüttenwesen für eine multinationale UNESCO-Nominierung vorgeschlagen und 2020 erfolgreich in das UNESCO-Register Guter Praxisbeispiele aufgenommen.
2022 wurden zudem die Praxis des Modernen Tanzes sowie die Flößerei (gemeinsam mit Lettland, Österreich, Polen, Spanien und Tschechien beworben) in die internationale UNESCO-Liste eingetragen. Im März 2022 wurden (zusammen mit je 7, 6 und 5 weiteren Staaten) die Nominierungen des Hebammenwesens und der Traditionellen Bewässerung bei der UNESCO eingereicht. Eine Entscheidung wird frühestens Ende 2023 erwartet. Die Manuelle Glasfertigung wurde Ende 2023 eingetragen.

## Immaterielles Kulturerbe
Immaterielles Kulturerbe wird in sechs Bereichen, deren Übergänge fließend sind, zum Ausdruck gebracht:
M … Mündlich überlieferte Traditionen und Ausdrucksformen, einschließlich der Sprache als Trägerin des immateriellen Kulturerbes
D … Darstellende Künste
G … Gesellschaftliche Praktiken, Rituale und Feste
U … Wissen und Praktiken im Umgang mit der Natur
H … Traditionelle Handwerkstechniken
S … Formen gesellschaftlicher Selbstorganisation
| Name | Jahr | Bundesland                                                                                        | Beschreibung | Bild                              | Bereich    |
| --- | ---- | ------------------------------------------------------------------------------------------------- | --- | --------------------------------- | ---------- |
| Chormusik in deutschen Amateurchören | 2014 | Länderübergreifend                                                                                | Die Tradition der deutschen Amateurchöre ist eine seit tausend Jahren praktizierte kulturelle Ausdrucksform, die im religiösen Umfeld der Kirchen ihren Ursprung hat. Musik wird durch die Chormusik in Amateurchören tief in der Mitte der Gesellschaft verwurzelt. Die kreative Aneignung von Text und Musik sowie die künstlerische Vitalität der Menschen werden durch die Aktivität der Chöre mobilisiert. Gleichzeitig richtet sich die Praxis des Singens auf identitätsstiftende Gemeinsamkeiten und öffentliches Wirken.unesco.de | weitere Bilder \| Fotos hochladen | M, D       |
| Sächsische Knabenchöre | 2014 | Sachsen                                                                                           | Der Thomanerchor an der Thomaskirche in Leipzig, der Kreuzchor an der Kreuzkirche in Dresden und die Dresdner Kapellknaben an der Hofkirche in Dresden sind drei der bedeutendsten Knabenchöre Deutschlands. Sie bestehen seit dem 13. Jahrhundert mit der Hauptaufgabe, Gottesdienste musikalisch zu begleiten. unesco.de | weitere Bilder \| Fotos hochladen | M, D       |
| Singen der Lieder der deutschen Arbeiterbewegung | 2014 | Länderübergreifend                                                                                | Die Lieder der deutschen Arbeiterbewegung sind seit dem 19. Jahrhundert im Rahmen von Aktionen der Arbeiterbewegung und ihr nahestehender Bewegungen entstanden und gesungen worden. Sie sind Ausdruck von Benachteiligung und Unterdrückung lohnabhängiger Beschäftigter. Mit der musikalisch innovativen Weiterentwicklung der Arbeiterlieder durch Kurt Weill, Hanns Eisler und Bertolt Brecht erreichten sie im deutschen Kulturraum eine hohe künstlerische Entwicklungsstufe.unesco.de | weitere Bilder \| Fotos hochladen | M, D, S    |
| Moderner Tanz – Stilformen und Vermittlungsformen der Rhythmus- und Ausdruckstanzbewegung                                                                                           | 2014 | Länderübergreifend                                                                                | Der Moderne Tanz umfasst die zu Beginn des 20. Jahrhunderts im deutschsprachigen Raum entstandenen und bis heute lebendigen modernen Tanzstile und Ausbildungstraditionen der Rhythmus- und Ausdruckstanzbewegung. Mit ihren innovativen künstlerisch-choreografischen Ansätzen und Vermittlungsmethoden prägten sie den Bühnentanz der Moderne und die Tanzpädagogik nachhaltig.unesco.de | weitere Bilder \| Fotos hochladen | D          |
| Deutsche Theater- und Orchesterlandschaft | 2014 | Länderübergreifend                                                                                | Die deutsche Theater- und Orchesterlandschaft zeichnet sich durch eine in der Welt einmalige Vielfalt künstlerischer Ausdrucksformen aus, welche sich in Schauspiel, Figurentheater, Oper, Operette, Musical, Tanz, Konzert sowie in performativen Veranstaltungen unterschiedlicher Art verwirklichen.unesco.de | weitere Bilder \| Fotos hochladen | D          |
| Niederdeutsches Theater | 2014 | Länderübergreifend                                                                                | Das Niederdeutsche Theater kombiniert Theater und die Regionalsprache Niederdeutsch. Die hauptsächlich innerhalb der Familie und unter Freunden gesprochene Sprache gewinnt durch das Niederdeutsche Theater eine künstlerische Dimension.unesco.de | weitere Bilder \| Fotos hochladen | M, D       |
| Passionsspiele Oberammergau | 2014 | Bayern                                                                                            | Seit 400 Jahren führen die Dorfbewohner von Oberammergau alle zehn Jahre Passionsspiele auf. Die Hälfte der gesamten Bevölkerung stellt ehrenamtlich die letzten fünf Tage im Leben Jesu in einer mehrstündigen Aufführung dar. Bei der Passion 2010 waren über 500.000 Zuschauer aus aller Welt zu Gast.unesco.de | weitere Bilder \| Fotos hochladen | D          |
| Peter-und-Paul-Fest Bretten | 2014 | Baden-Württemberg                                                                                 | Beim Peter-und-Paul-Fest in Bretten präsentieren knapp 4.000 Frauen, Männer und Kinder in historischen Gewändern den bis zu 140.000 Besuchern Episoden aus der Stadtgeschichte. Im Mittelpunkt steht dabei der erfolgreiche Ausfall während einer Belagerung durch den württembergischen Herzog Ulrich im Jahr 1504.unesco.de | weitere Bilder \| Fotos hochladen | G, D, H    |
| Malchower Volksfest | 2014 | Mecklenburg-Vorpommern                                                                            | Das Volksfest in Malchow am ersten Juli-Wochenende jeden Jahres wird seit 1853 begangen und ist damit das älteste Heimatfest in Mecklenburg-Vorpommern. Zu den Höhepunkten des Fests zählen Spielmanns- und Fanfarenzüge mit Blasorchestern, ein Korso auf dem Malchower See mit geschmückten und beleuchteten Booten und ein Höhenfeuerwerk zu klassischer Musik.unesco.de | weitere Bilder \| Fotos hochladen | G          |
| Schwäbisch-alemannische Fastnacht | 2014 | Baden-Württemberg                                                                                 | Die schwäbisch-alemannische Fastnacht wird als fest im Kirchenjahr verankerter Termin jedes Jahr um das siebte Wochenende vor Ostern in zahlreichen Gemeinden in Baden-Württemberg gefeiert. Zum Charakteristikum der Festivitäten zählt die Totalvermummung und Maskierung der Akteure.Der erste Haupttag mit breiter Brauchentfaltung ist der „Schmutzige Donnerstag“ drei Tage vor Fastnachtssonntag. Seinen Höhepunkt erreicht das Geschehen am Fastnachtsmontag und -Dienstag mit spektakulären Umzügen.unesco.de | weitere Bilder \| Fotos hochladen | G          |
| Rheinischer Karneval mit all seinen lokalen Varianten | 2014 | Nordrhein-Westfalen                                                                               | Der Festkomplex des Rheinischen Karnevals reicht bis Anfang des 13. Jahrhunderts zurück. Es ist ein Schwellenfest unmittelbar vor der Fastenzeit im christlichen Jahreslauf. Anfang des 19. Jahrhunderts entwickelte sich ausgehend von Köln eine bürgerliche Form des Karnevals. Wichtige Elemente des Rheinischen Karnevals sind unter anderem die Umzüge, Karnevalsgesellschaften, Prunksitzungen mit oft politischen Büttenreden, Maskenbälle und Karnevalslieder im Dialekt.unesco.de | weitere Bilder \| Fotos hochladen | G          |
| Falknerei | 2014 | Länderübergreifend                                                                                | Falknerei ist die Jagd mit abgerichteten Greifvögeln auf freilebendes Wild in seinem natürlichen Lebensraum. Das Zähmen, Abrichten sowie Einjagen eines Beizvogels durch den Falkner bzw. die Falknerin ist ein sensibler Prozess, in dem der Greifvogel sich langsam und nur mit positiven Erfahrungen und Belohnungen an den Falkner gewöhnt.unesco.de | weitere Bilder \| Fotos hochladen | M, G, U    |
| Gesellschaftliche Bräuche und Feste der Lausitzer Sorben im Jahreslauf | 2014 | Brandenburg und Sachsen                                                                           | Die Sorben pflegen etwa 30 Bräuche im Jahreslauf, beginnend mit der Gemeindeversammlung Woklapnica/„Abklopfen des alten Jahres“ bis zum Dźěćetko (sorbisches Christkind oder Bescherkind) in der Weihnachtszeit. Auch die Vogelhochzeit, die sorbische/wendische Fastnacht „Zapust“ und die Feiern nach Einfuhr der Ernte im Spätsommer zählen zu diesen Bräuchen.unesco.de | weitere Bilder \| Fotos hochladen | G          |
| Biikebrennen | 2014 | Schleswig-Holstein                                                                                | Das Biikebrennen ist ein Frühlings- oder Fastnachtsfeuer, mit dem böse Geister vertrieben und die neue Saat geschützt werden soll. Am 21. Februar werden in Schleswig-Holstein auf den Inseln Sylt, Amrum und Föhr, auf den Halligen und in weiten Teilen des nordfriesischen Festlandes alljährlich mehr als 60 große Feuer entzündet.unesco.de | weitere Bilder \| Fotos hochladen | G          |
| Lindenkirchweih Limmersdorf | 2014 | Bayern                                                                                            | Im Mittelpunkt einer Lindenkirchweih steht die oft uralte Tanzlinde des jeweiligen Ortes. Zur jährlichen Kirchweih wird auf einem Tanzpodest in der weit gespannten Krone des Baumes, getanzt. Echte Tanzlinden kennzeichnen sich jedoch dadurch, dass ihre Äste so geleitet wurden, dass sie eine Tanzplattform – die zusätzlich durch Säulen gestützt wird – tragen können. Die 1686 gepflanzte Tanzlinde in Limmersdorf wird seit mindestens 1729 ohne Unterbrechung betanzt.unesco.de | weitere Bilder \| Fotos hochladen | G, U       |
| Auseinandersetzung mit dem Rattenfänger von Hameln | 2014 | Niedersachsen                                                                                     | Die Geschichte des Rattenfängers von Hameln ist eine der bekanntesten deutschen Volkssagen. In Hameln findet eine intensive und vielfältige Auseinandersetzung mit der Sage statt. Die Hamelner Bürger feiern alle 25 Jahre das Rattenfänger-Jubiläum mit großem Straßenumzug. Die Rattenfänger-Freilichtspiele werden jedes Jahr im Sommer aufgeführt und mit dem Musical „RATS“ wird die Sage alljährlich von Frühling bis Herbst auf die Bühne gebracht. Zudem gibt es zahlreiche Privatinitiativen der Hamelner Bürger, die sich kreativ mit der Rattenfänger-Sage auseinandersetzen.unesco.de | weitere Bilder \| Fotos hochladen | M, D, G    |
| Salzwirker-Brüderschaft im Thale zu Halle | 2014 | Sachsen-Anhalt                                                                                    | Die Salzwirker-Brüderschaft im Thale zu Halle blickt auf eine über 1000 Jahre alte Tradition des Salzsiedens zurück. Organisiert sind die Salzwirker nachweislich seit 1491 in einer eigenen Brüderschaft. Das Salzsieden als ehemalige Erwerbsquelle der Halloren stellt auch heute noch die Grundlage des Brüderschaftslebens dar.unesco.de | weitere Bilder \| Fotos hochladen | G, H       |
| Genossenschaftsidee | 2014 | Länderübergreifend                                                                                | Die Genossenschaftsidee ist ein allen Interessenten offenstehendes, überkonfessionelles Modell der Selbsthilfe, Selbstverwaltung und Selbstverantwortung auf Grundlage von Kooperationen. Die „Väter“ der Genossenschaftsidee, Hermann Schulze-Delitzsch und Friedrich Wilhelm Raiffeisen, gründeten Mitte des 19. Jahrhunderts die ersten genossenschaftlichen Organisationen in Deutschland.unesco.de | weitere Bilder \| Fotos hochladen | S          |
| Deutsche Brotkultur | 2014 | Länderübergreifend                                                                                | Deutsches Brot ist in seiner Vielfalt einzigartig. Die Vielfalt erstreckt sich sowohl auf die Auswahl von Inhaltsstoffen als auch auf verschiedene Herstellungsweisen. Das Brot ist zentraler Bestandteil für Orte und Momente, in denen sich Menschen begegnen, um zu kommunizieren. Die Geselligkeit und das Brot sind auch ein im christlichen Kontext oder im Brauchtum bürgerlicher Christen stark verwurzeltes Begriffspaar.unesco.de | weitere Bilder \| Fotos hochladen | G, U, H    |
| Finkenmanöver im Harz | 2014 | Niedersachsen, Sachsen-Anhalt                                                                     | Das Finkenmanöver im Harz ist ein Gesangswettbewerb zwischen Buchfinken mit zwei Wettkampfsdisziplinen, der im Frühling abgehalten wird. Das Wissen um Fang und Haltung sowie Aufzucht, Pflege und Gesangsschulung der Vögel wird von Finker zu Finker überliefert.unesco.de | weitere Bilder \| Fotos hochladen | U          |
| Flößerei | 2014 | Länderübergreifend                                                                                | Das Handwerk der Flößerei ist der Transport von Holz auf dem Wasserweg aus holzreichen in holzärmere Gebiete. In der Vergangenheit hat die Flößerei in Deutschland angesichts eines riesigen Holzbedarfs in allen Lebensbereichen der Gesellschaft eine herausragende Rolle gespielt. Seit dem Ende der gewerblichen Flößerei ist heute noch die touristische Flößerei weit verbreitet.unesco.de | weitere Bilder \| Fotos hochladen | G, U, H    |
| Morsetelegrafie | 2014 | Länderübergreifend                                                                                | Mitte der 1830er Jahre begann das Zeitalter des elektrischen Nachrichtenwesens. Mittels kurzer und langer Zeichenelemente konnten Nachrichten als Morsezeichen materiallos weltweit übertragen werden. Das Morsealphabet wurde in der bis heute offiziell und weltweit verbreiteten Form vor 150 Jahren durch den deutschen Friedrich Clemens Gerke erstellt. unesco.de | weitere Bilder \| Fotos hochladen | U, H       |
| Orgelbau und Orgelmusik | 2014 | Länderübergreifend                                                                                | Die Orgellandschaft ist seit dem Barock historisch gewachsenen und regional schattiert (nord-, mittel-, süddeutsch). Neben verschiedenen lokal- und regionalspezifischen Orgelbaustilen gibt es eine reichhaltige Bandbreite der Komposition und Aufführungspraxis sowie Möglichkeiten der Ausbildung für Orgelmusiker an Hochschulen und kirchlichen Einrichtungen.unesco.de | weitere Bilder \| Fotos hochladen | D, U, H    |
| Köhlerhandwerk und Teerschwelerei | 2014 | Länderübergreifend                                                                                | Die Verkohlung von Holz ist eine der ältesten Handwerkstechniken der Menschheit. Dabei werden Brennstoffe erzeugt, die hauptsächlich von fester (Holzkohle), flüssiger (Holzteer) oder gasförmiger Konsistenz (Holzgas) sind. Bei diesem Prozess wird die in der Biomasse gespeicherte Sonnenenergie zum Zwecke der Energiegewinnung freigesetzt.unesco.de | weitere Bilder \| Fotos hochladen | U, H       |
| Vogtländischer Musikinstrumentenbau in Markneukirchen und Umgebung | 2014 | Sachsen                                                                                           | Seit rund 350 Jahren werden in der Region um Markneukirchen Musikinstrumente hergestellt. Es werden nahezu sämtliche Streich-, Zupf-, Holzblas-, Metallblas-, Schlag- und Harmonikainstrumente der europäischen Musik einschließlich Bögen, Bestandteilen und Zubehör gefertigt. Damit existiert der Musikinstrumentenbau im vogtländischen Musikwinkel in einer weltweit einzigartigen Konzentration und Vielfalt. Der traditionelle Musikinstrumentenbau wird von rund 1.300 Handwerkern in mehr als 100 Werkstätten ausgeübt.unesco.de | weitere Bilder \| Fotos hochladen | U, H       |
| Reetdachdecker-Handwerk | 2014 | Mecklenburg-Vorpommern, Niedersachsen, Schleswig-Holstein                                         | Das Eindecken von Dächern mit Reet ist eine der ältesten Handwerkstechniken beim Hausbau. Als Basismaterial für Reetdächer dient das gemeine Schilf- oder Teichrohr. Es erfordert großes fachliches Können, die Dächer mit Schilf zu gestalten.unesco.de | weitere Bilder \| Fotos hochladen | U, H       |
| Handwerksgesellenwanderschaft Walz | 2014 | Länderübergreifend                                                                                | Die Handwerksgesellenwanderschaft ist die Tradition, nach Freisprechung bei erfolgreichem Abschluss der Lehre, sich als „Junggeselle“ auf mehrjährige Wanderschaft in die Fremde zu begeben. Das Ziel der Walz ist, sich beruflich weiterzubilden, sowie den persönlichen Horizont und die Eigenständigkeit zu erweitern.unesco.de | weitere Bilder \| Fotos hochladen | G, H       |
| Volkstanzbewegung in ihren regionalen Ausprägungen in Deutschland | 2015 | Länderübergreifend                                                                                | Die Volkstanzbewegung ist durch vielfältige Erscheinungsformen geprägt, die sich historisch auf die Vielstaatigkeit Deutschlands zurückführen lassen. Landestypische Musik, gesellschaftliche Rahmenbedingungen und örtliche Bräuche prägten die jeweiligen Formen und Praktiken.unesco.de | weitere Bilder \| Fotos hochladen | D, G       |
| Choralsingen | 2015 | Länderübergreifend                                                                                | Das Choralsingen ist eine spezifische Form des Chormusizierens mit Vorläufern im frühen Mittelalter. Weite Verbreitung in Deutschland fand es mit der Reformation in den 1520er Jahren in den protestantischen Kirchengemeinden. Populäre Melodien 'von der Straße' fanden Eingang in neue Choralkompositionen, was zu einer großen Popularisierung von Choralmelodien und -texten in den verschiedenen Regionen Deutschlands beitrug.unesco.de | weitere Bilder \| Fotos hochladen | M, D       |
| Sternsingen | 2015 | Länderübergreifend                                                                                | Jedes Jahr um den 6. Januar (Dreikönigstag) ziehen überall in Deutschland Kinder und Jugendliche als Heilige Drei Könige von Haus zu Haus. Sie singen traditionelle und neue Sternsingerlieder und bringen den Menschen den Segen für das neue Jahr.unesco.de | weitere Bilder \| Fotos hochladen | M, D, G    |
| Schützenwesen in Deutschland | 2015 | Länderübergreifend                                                                                | Das Schützenwesen ist vielerorts ein wichtiger, historisch gewachsener und lebendiger Teil der regionalen wie lokalen Identität. Es umfasst eine große Anzahl von Bräuchen und Traditionen, die in ganz Deutschland in zahlreichen unterschiedlichen Erscheinungsformen verbreitet sind.unesco.de | weitere Bilder \| Fotos hochladen | G          |
| Ehrsames Narrengericht zu Grosselfingen | 2015 | Baden-Württemberg                                                                                 | Das Ehrsame Narrengericht zu Grosselfingen ist eine über Jahrhunderte gepflegte Fastnachtstradition, die in unregelmäßigen Abständen von drei bis sieben Jahren stattfindet. Es werden Lieder gesungen, Tänze getanzt und Texte verlesen und reger Gebrauch von dem wichtigsten Recht des Narrengerichts, dem Rügerecht, gemacht.unesco.de | weitere Bilder \| Fotos hochladen | D, G       |
| Kneippen – traditionelles Wissen und Praxis nach der Lehre Sebastian Kneipps | 2015 | Länderübergreifend                                                                                | Das Kneipp‘sche Naturheilverfahren hat den Erhalt bzw. die Wiederherstellung der Gesundheit des Menschen zum Ziel. Es basiert auf den Prinzipien des regelmäßigen Trainings und der Abhärtung, beispielsweise durch Wassertreten. Die ganzheitliche Kneipp-Therapie zielt darauf ab, Körper, Geist und Seele des Menschen in Einklang zu bringen.unesco.de | weitere Bilder \| Fotos hochladen | U          |
| Manuelle Glasfertigung von mundgeblasenem Hohl- und Flachglas | 2015 | Länderübergreifend                                                                                | Für die Techniken der manuellen Hohl- und Flachglasfertigung sind komplexes Wissen und ein fundierter Erfahrungsschatz nötig. Jedes mundgeblasene Glasprodukt entsteht aus dem Külbel (oder Kölbl), das durch ein Überziehen mit einer Schicht Glas und weiteres Aufblasen vergrößert wird. Durch Rotation, Lungendruck und über Jahrhunderte perfektionierte Werkzeuge gelangen die Träger freihändig oder mit Formen zur gewünschten Gestaltung.unesco.de | weitere Bilder \| Fotos hochladen | H          |
| Tölzer Leonhardifahrt | 2016 | Bayern                                                                                            | Alljährlich findet in Bad Tölz Anfang November eine Wallfahrt zu Ehren des Heiligen Leonhard statt: die Tölzer Leonhardifahrt. Über 80 prächtig geschmückte und von Pferden gezogene Vierergespanne nehmen daran teil. Darauf sitzen ein Fuhrmann und mit festlichen Trachten und Monturen gekleidete Wallfahrer/innen.unesco.de | weitere Bilder \| Fotos hochladen | H          |
| Barther Kinderfest | 2016 | Mecklenburg-Vorpommern                                                                            | Es wird seit 1828 gefeiert und ist damit das älteste im heutigen Mecklenburg-Vorpommern und eines der ältesten weltweit.unesco.de | Fotos hochladen                   | M, G       |
| Blaudruck | 2016 | Länderübergreifend                                                                                | Blaudruck ist ein Färbeverfahren, das auf Naturmaterialien wie Leinen, Baumwolle oder Seide angewandt wird. Eine Druckreservage, der „Papp“, wird mit teils jahrhundertealten Modeln auf den Stoff aufgetragen. Der Aufdruck dieser Masse bewirkt, dass die Farbe im Färberbad dort nicht angenommen wird und ein entsprechendes weißes Muster auf dem indigo-gefärbten Stoff entsteht. unesco.de | weitere Bilder \| Fotos hochladen | U, H       |
| Wunsiedler Brunnenfest | 2016 | Bayern                                                                                            | Die oberfränkische Stadt Wunsiedel feiert alljährlich am Samstag vor Johanni ein Brunnenfest. Für das Schmücken der Brunnen sind heute 35 Brunnengemeinschaften zuständig, die jeweils einen Brunnen aufwändig dekorieren. Sie setzen sich aus Vereinen, Anwohnende, Firmen und einzelnen Interessenten zusammen.unesco.de | weitere Bilder \| Fotos hochladen | G, U, S    |
| Bergparaden und Bergaufzüge in Sachsen | 2016 | Sachsen                                                                                           | Bis heute werden Traditionen in Sachsen gelebt, die mit dem Bergbau, Hüttenwesen und Montanwissenschaften verbunden sind. Sie spielten in der wirtschafts- und kulturgeschichtlichen Entwicklung des Landes eine wichtige Rolle. Die größte Anzahl der Bergparaden und Bergaufzüge finden alljährlich in der (Vor-)Weihnachtszeit statt.unesco.de | weitere Bilder \| Fotos hochladen | D, G       |
| Feldgeschworenenwesen in Bayern | 2016 | Bayern                                                                                            | Feldgeschworene oder „Siebener“ hüten seit Jahrhunderten die Einhaltung von Grundbesitzgrenzen. In ehrenamtlicher Tätigkeit machen sie Grundstücksgrenzen durch Abmarkungen kenntlich und überwachen ihre korrekte Einhaltung.unesco.de | Fotos hochladen                   | M, U, H, S |
| Innerstädtischer Erwerbsgartenbau in Bamberg | 2016 | Bayern                                                                                            | Seit dem 14. Jahrhundert werden direkt in Bamberg lokales Gemüse und spezielle Kräuter angebaut. Begünstigt durch den fruchtbaren Schwemmsandboden in der klimatisch vorteilhaften Flussaue wird der innerstädtische Erwerbsgemüseanbau von vielfältigen sozialen, religiösen und korporativen Traditionen der Gärtner und Gärtnerinnen begleitet. Diese drücken sich unter anderem in Wohnformen, Kleidung und Sprache aus.unesco.de | weitere Bilder \| Fotos hochladen | G, U, H    |
| Flechthandwerk | 2016 | Länderübergreifend                                                                                | Flechten zählt zu den ältesten handwerklichen Tätigkeiten der Menschheit und ist auf der ganzen Welt verbreitet. So wurden beispielsweise in den Trockengebieten des Nahen Ostens 12.000 Jahre alte Körbe gefunden. Beim Flechten werden Materialien miteinander verbunden, um eine stabile Struktur zu schaffen. Über Generationen wurden unterschiedliche Flechttechniken tradiert und weiterentwickelt.unesco.de | weitere Bilder \| Fotos hochladen | U, H, S    |
| Die traditionelle Flussfischerei an der Mündung der Sieg in den Rhein | 2016 | Nordrhein-Westfalen                                                                               | Fischerfamilien in Bergheim an der Sieg besitzen seit dem Jahr 987 Fischereirechte im Mündungsbereich der Sieg in den Rhein. Aus der Gemeinschaft dieser Familien entwickelte sich eine Bruderschaft. Sie tradiert Wissen über Fischfang, Flora und Fauna, Fischereitechniken sowie Handwerke wie Netzstricken und Korbflechten. Dabei entstandene Tradition werden bis heute gelebt und sind ein wichtiges Element lokaler Identität.unesco.de | weitere Bilder \| Fotos hochladen | M, U, H    |
| Sennfelder und Gochsheimer Friedensfeste | 2016 | Bayern                                                                                            | Die Friedensfeste in den Gemeinden Sennfeld und Gochsheim gehen auf die Wiedererlangung der Reichsfreiheit und der Rechte auf freie Ausübung protestantischen Glaubens im Jahr 1649 zurück. Sie finden zeitgleich mit der Kirchweih statt. Sie sind die Hochfeste des Jahres in beiden Orten, zu denen viele Einwohner zusammenkommen und Weggezogene zurückkehren.unesco.de | weitere Bilder \| Fotos hochladen | G          |
| Georgiritt und historischer Schwerttanz Traunstein | 2016 | Bayern                                                                                            | Alljährlich findet am Ostermontag im bayerischen Traunstein der so genannte Georgiritt mit historischem Schwerttanz statt. Über 400 festlich geschmückte Reitpferde und Gespanne aus den umliegenden Gemeinden sind an der Pferdewallfahrt zu Ehre des Heiligen Georgs beteiligt.unesco.de | weitere Bilder \| Fotos hochladen | G          |
| Zwiefacher | 2016 | Bayern                                                                                            | Der Zwiefache ist eine typisch bayerisch-böhmische Musikgattung, die musiziert, getanzt und gesungen wird. Seine Besonderheit besteht im unregelmäßigen Wechsel zwischen Dreivierteltakt (Walzer) und Zweivierteltakt (Dreher).unesco.de | Fotos hochladen                   | D, G       |
| Tonnenabschlagen | 2016 | Mecklenburg-Vorpommern                                                                            | Das Tonnenabschlagen ist ein alter Volksbrauch, der vornehmlich in Küstennähe von Mecklenburg und Vorpommern gelebt wird. Dabei handelt es sich um einen Reiterwettkampf, bei dem die Teilnehmer im Galopp durch eine Bahn reiten und mit einem Holzknüppel, dem „Tonnenknüppel“, nach einer mit Laub und bunten Bändern geschmückten Tonne schlagen.unesco.de | weitere Bilder \| Fotos hochladen | G          |
| Ostfriesische Teekultur | 2016 | Niedersachsen                                                                                     | Seit rund 300 Jahren ist Ostfriesland eine Teetrinkerregion. Bis heute ist die Teekultur eine ganz Ostfriesland einende Kulturpraxis. Dabei hat sich eine eigenständige Teekultur entwickelt, die sich zum Beispiel in der ostfriesischen Teezeremonie ausdrückt – eine ritualisierte Art des Teetrinkens. unesco.de | weitere Bilder \| Fotos hochladen | G          |
| Töpfertradition Westerwälder Steinzeug in und um Höhr-Grenzhausen (Kannenbäckerland) sowie Breitscheid                                                                              | 2016 | Hessen, Rheinland-Pfalz                                                                           | Der Westerwald hat sich zu einem der wichtigsten Keramikzentren Europas entwickelt. Der jährlich stattfindende Europäische Keramikmarkt und internationale Ausstellungen sowie Wettbewerbe im Keramikmuseum fördern einen internationalen Austausch.unesco.de | weitere Bilder \| Fotos hochladen | H          |
| Porzellanmalerei | 2016 | Länderübergreifend                                                                                | Die Porzellanmalerei in Deutschland ist eine jahrhundertealte Handwerkskunst. Die Weitergabe und Erhaltung des komplexen Wissens erfolgt noch an vereinzelten Standorten. Alle Porzellanerzeugnisse werden von Hand bemalt und die verwendeten Farben in der jeweiligen Manufaktur eigens hergestellt und gemischt.unesco.de | weitere Bilder \| Fotos hochladen | H          |
| Schachtradition in Ströbeck | 2016 | Sachsen-Anhalt                                                                                    | Das Schachspiel ist eine jahrhundertealte Kulturtradition, die bis heute gepflegt und Eingang in verschiedene Bereiche fand, unter anderem in der Literatur und Wissenschaft. Das Schachdorf Ströbeck in Halberstadt widmet sich dieser Tradition auf einzigartige und vielfältige Weise: Einer Legende nach spielen Ströbecker bereits seit dem Jahr 1011 Schach.unesco.de | weitere Bilder \| Fotos hochladen | G          |
| Skatspielen | 2016 | Länderübergreifend                                                                                | Für ein Skatspiel werden drei Spieler benötigt. Es ist ein Strategie- und Unterhaltungsspiel, das mathematisches und logisches aber auch phantasievolles Denkvermögen voraussetzt, um Spielzüge zu planen, Karten in Bezug zueinander zu bringen und Spielergebnisse zu berechnen.unesco.de | weitere Bilder \| Fotos hochladen | G          |
| Eisenacher Sommergewinn | 2016 | Thüringen                                                                                         | Der Eisenacher Sommergewinn ist ein Frühlingsbrauch. Im Mittelpunkt steht der Sieg des Sommers über den Winter beziehungsweise des Lebens über den Tod. Mit Musik, Tanz und Kabarett beschäftigen sich Laiendarstellende humorvoll und kritisch mit städtischen Themen.unesco.de | weitere Bilder \| Fotos hochladen | D, G       |
| Posaunenchöre | 2016 | Länderübergreifend                                                                                | Ein Posaunenchor ist ein mehrstimmiges Laien-Blechbläserensemble, in dem alle Instrumente der Blechbläserfamilie zu finden sein können. Posaunenchöre unterscheiden sich von anderen Blechbläserensembles durch ihre variable Besetzung und ihren Schwerpunkt in der Pflege geistlichen Liedguts.unesco.de | weitere Bilder \| Fotos hochladen | D          |
| Zubereitung und Anwendung von traditionellem Kalkmörtel | 2016 | Länderübergreifend                                                                                | Kenntnisse bezüglich Verwendung und Herstellung von Kalkmörtel werden durch gemeinsames Arbeiten über Generationen von Mensch zu Mensch weitergegeben. Der Baustoff wird seit langer Zeit zu vielen verschiedenen Zwecken verwendet, wie zum Beispiel zum Verputzen und Verfugen, als Grundlage für Mosaike und als Träger für Kalkmalereien oder dekorative Wandbeschichtungen.unesco.de | weitere Bilder \| Fotos hochladen | U, H       |
| Forster Hanselfingerhut-Spiel | 2016 | Rheinland-Pfalz                                                                                   | Das Hanselfingerhut-Spiel wird alljährlich am Sonntag Lätare, also drei Wochen vor Ostern, im rheinland-pfälzischen Ort Forst insgesamt sechsmal aufgeführt. Es ist ein Volksspiel mit derben Worten, das sich der Überlieferung nach aus verschiedenen Teilstücken zusammensetzt.unesco.de | weitere Bilder \| Fotos hochladen | M, D, G    |
| Historisches Festspiel „Die Kinderzeche“ zu Dinkelsbühl | 2016 | Bayern                                                                                            | Die Kinderzeche in Dinkelsbühl ist ein Kinder- und Heimatfest, das auf ein im 16. Jahrhundert erstmals veranstaltetes Schulfest zurückgeht. In dem Festspiel wird eine lokale Sage nachgespielt, nach der im Dreißigjährigen Krieg Dinkelsbühler Kinder die Stadt vor den Schweden gerettet haben sollen.unesco.de | weitere Bilder \| Fotos hochladen | M, D, G    |
| Poetry-Slam im deutschsprachigen Raum | 2016 | Länderübergreifend                                                                                | Beim Poetry-Slam treten Poetinnen und Poeten einzeln oder im Team mit selbst verfassten Texten gegeneinander an. Es knüpft damit an die hohe Kunst der antiken und mittelalterlichen Tradition der Dichter- und Rednerwettstreite an. Das Publikum bildet die Jury und entscheidet beispielsweise via Applaus, wer den Wettbewerb gewinnt.unesco.de | weitere Bilder \| Fotos hochladen | M, D       |
| Spitzenklöppeln im Oberpfälzer Wald | 2016 | Bayern                                                                                            | Beim Spitzenklöppeln werden auf gedrechselte „Klöppel“ gewickelte Fäden durch systematisches Kreuzen und Drehen miteinander verflochten. Seit dem 19. Jahrhundert ist das Spitzenklöppeln im Oberpfälzer Wald eine von Generation zu Generation weitergegebene Praktik, die bis heute wesentlicher Bestandteil lokaler Identität ist. unesco.de | weitere Bilder \| Fotos hochladen | M, H       |
| Heiligenstädter Palmsonntagsprozession | 2016 | Thüringen                                                                                         | Die Heiligenstädter Palmsonntagsprozession ist ein religiöser Umzug, der alljährlich am Sonntag vor Ostern stattfindet und sich nach einer überlieferten Ordnung durch die Straßen von Heiligenstadt bewegt. Bei der Prozession werden sechs überlebensgroße Figuren mitgeführt, die an den Leidensweg von Jesus Christus erinnern.unesco.de | weitere Bilder \| Fotos hochladen | G          |
| Osingverlosung | 2016 | Bayern                                                                                            | Die Osingverlosung ist eine jahrhundertealte Tradition, bei der nach jeweils zehn Jahren gemeinschaftlich besessene Äcker unter den Bauern der Dörfer Humprechtsau, Krautostheim, Herbolzheim und Rüdisbronn nahe neu aufgeteilt werden. Der Osing ist eine landwirtschaftliche Gemeinschaftsnutzfläche, die 264 Hektar oder 213 Feldanteile umfasst.unesco.de | weitere Bilder \| Fotos hochladen | G, U, S    |
| Hebammenwesen | 2016 | Länderübergreifend                                                                                | Überall auf der Welt stehen erfahrene Frauen Gebärenden zur Seite. Hebammen verfügen über fundamentales medizinisches, anatomisches und geburtshilfliches Wissen, das seit Generationen von Hebamme zu Hebamme vermittelt wird.unesco.de | weitere Bilder \| Fotos hochladen | U, H       |
| Mal-, Fass- und Vergoldetechniken der Kirchenmalerei | 2016 | Länderübergreifend                                                                                | Traditionelle Mal-, Fass- und Vergoldetechniken der Kirchenmaler/innen bestehen nachweislich seit über 600 Jahren. In ihrer Reichhaltigkeit an dekorativen und ornamentalen Oberflächengestaltungen mit Farbe und Blattmetallen sind sie deutschlandweit und besonders in Bayern in der Entstehung und Ausgestaltung von Kirchen, Schlössern, Rathäusern und Wirtshäusern nicht wegzudenken.unesco.de | weitere Bilder \| Fotos hochladen | H          |
| Hessischer Kratzputz | 2016 | Hessen                                                                                            | Hauslandschaften der beiden in Hessen gelegenen Regionen „Schwalm“ und „Hessisches Hinterland“ sind durch historische Fachwerkhäuser geprägt, die mit aufwändigen Gefacheputzen gestaltet sind. Der „Hessische Kratzputz“ ist eine umgangssprachliche Bezeichnung für eine historische Putzweise in der ländlichen Bautradition, die bis in das 17. Jahrhundert zurückgeht.unesco.de | weitere Bilder \| Fotos hochladen | H          |
| Märchenerzählen | 2016 | Länderübergreifend                                                                                | Beim Märchenerzählen werden Geschichten vor Publikum frei erzählt. Dies umfasst neben Helden- und Zaubermärchen auch Schwänke, Tiermärchen, ätiologische Erzählungen, mythologische Stoffe und Mischformen.unesco.de | weitere Bilder \| Fotos hochladen | M          |
| Historisches Festspiel „Der Meistertrunk“ zu Rothenburg ob der Tauber | 2016 | Bayern                                                                                            | Das Festspiel „Der Meistertrunk“ wurde 1881 verfasst und erinnert an Belagerung der Stadt im Jahre 1631 und der Mutprobe, die zu ihrer Abwendung führte. Alljährlich wird das Festspiel durch über 100 Laiendarsteller und Laiendarstellerinnen zwölfmal im Jahr aufgeführt.unesco.de | weitere Bilder \| Fotos hochladen | M, D, G    |
| Instrumentales Laien- und Amateurmusizieren | 2016 | Länderübergreifend                                                                                | Das instrumentale Laien- und Amateurmusizieren in Deutschland zeichnet sich durch eine Vielfalt und Breite aus, welche alle gesellschaftlichen Bereiche durchdringt und die kulturelle Identität Deutschlands prägt. Heute spielen rund neun Millionen Menschen in Deutschland in ihrer Freizeit ein Instrument. unesco.de | weitere Bilder \| Fotos hochladen | D          |
| Regionale Vielfalt der Mundarttheater in Deutschland | 2016 | Länderübergreifend                                                                                | Mundarttheater und mundartliches Volkstheater werden von mehreren tausend Amateurbühnen in Deutschland praktiziert. Die Bandbreite des Volkstheaters reicht von Passionsspielen über idealisierende, volkstümliche Schwänke, Possen und bäuerlich-ländliche Heimatstücke bis hin zu kritischen Auseinandersetzungen mit Historie und Alltag der Menschen.unesco.de | weitere Bilder \| Fotos hochladen | M, D       |
| Historisches Dokumentarspiel „Landshuter Hochzeit 1475“ | 2018 | Bayern                                                                                            | Die Re-Inszenierung der „Landshuter Hochzeit 1475“ mit 96 Einzelveranstaltungen findet alle vier Jahre innerhalb eines dreiwöchigen Zeitraums statt. Das 1903 wiederbelebte und neu inszenierte Fest verbindet lokale Geschichts- und Identifikationsarbeit mit vereinsmäßigen und zivilgesellschaftlichen Aktivitäten.unesco.de | weitere Bilder \| Fotos hochladen | G          |
| Further Drachenstich | 2018 | Bayern                                                                                            | Der Drachenstich in Furth im Wald ist ein Volksschauspiel mit einer Tradition von annähernd 500 Jahren. In den wechselnden Texten des Festspiels findet stets eine Auseinandersetzung mit der Lebensrealität an der bayerisch-böhmischen Grenze statt. Heute setzt sich die Neufassung des Festspieltexts mit Furths aktueller Situation in der Mitte Europas auseinander. Jedes Jahr werden für das Volksschauspiel die Ritter und „Ritterin“ (eine alte Titulatur, die nur für Furth im Wald nachweisbar ist) neu besetzt.unesco.de | weitere Bilder \| Fotos hochladen | G          |
| Spergauer Lichtmess | 2018 | Sachsen-Anhalt                                                                                    | Die Spergauer Lichtmeß wird jedes Jahr am ersten Sonntag, der auf oder nach den 2. Februar fällt, in Spergau, einem Ortsteil der Stadt Leuna im Saalekreis in Sachsen-Anhalt, gefeiert. Zum Lichtmeßtag ist das ganze Dorf auf den Beinen. Für die spergauer Bevölkerung ist es selbstverständlich, ihre Höfe an diesem Tage zu öffnen. Verwandte und ehemalige Spergauer und Spergauerinnen reisen an diesem Tag aus allen Himmelsrichtungen an.unesco.de | weitere Bilder \| Fotos hochladen | G          |
| Künstlerische Drucktechniken des Hochdrucks, Tiefdrucks, Flachdrucks, Durchdrucks und deren Mischformen                                                                             | 2018 | Länderübergreifend                                                                                | Gedruckte Text- und Bildmedien sind seit mehr als 500 Jahren Teil der europäischen Kultur und Wissensgesellschaft. In Deutschland stehen Johannes Gutenberg und Albrecht Dürer stellvertretend für die Anfänge dieser Innovation. Traditionelle künstlerische Drucktechniken werden in Deutschland und Europa heute vor allem von bildenden Künstlerinnen und Künstlern gepflegt und weiterentwickelt, und von Museen für Drucktechnik und Druckkunst speziell an Kinder, Jugendliche und Studierende vermittelt.unesco.de | weitere Bilder \| Fotos hochladen | D, H       |
| Augsburger Hohes Friedensfest | 2018 | Bayern                                                                                            | Das Augsburger Hohe Friedensfest findet seit 1650 jährlich statt. Das mehrwöchige Veranstaltungsprogramm wird interreligiös und interkulturell begangen. Im Zentrum des Friedensfestes stehen heute die Anerkennung von Pluralität und das konstruktive Aushandeln gesellschaftlicher Konflikte als Maßstab für ein friedliches Zusammenleben.unesco.de | weitere Bilder \| Fotos hochladen | S          |
| Fürther Michaeliskirchweih („Kärwa“) | 2018 | Bayern                                                                                            | Die Fürther Michaeliskirchweih („Kärwa“) zählt aufgrund ihrer etwa 900-jährigen Tradition und identitätsstiftenden Wirkung zu den bedeutendsten Großereignissen im fränkischen Festkalender. Die zahlreichen mit dem Fest verbundenen Bräuche und Rituale werden von einer Vielzahl von Akteurinnen und Akteuren gepflegt und weitergegeben. Zur heutigen Praxis zählt unter anderem ein Erntedankzug mit etwa 3.000 aktiv Beteiligten aus 90 fränkischen Vereinen und circa 100.000 Besucherinnen und Besuchern.unesco.de | weitere Bilder \| Fotos hochladen | G          |
| Bürgersöhne-Aufzug zu Lingen „Die Kivelinge“ von 1372 | 2018 | Niedersachsen                                                                                     | Alle drei Jahre finden in Lingen ein historisches Marktgeschehen und ein großer Festumzug zu Ehren der Bürgersöhne statt. Hunderte von Ehrenamtlichen bereiten das dreitägige Fest auf historischer Grundlage von 1372 vor. Diese weit zurückreichende Tradition zeigt sich als äußerst wandlungsfähig und inklusiv. Menschen mit Flucht- oder Migrationshintergrund wie auch mit eingeschränkter Mobilität werden zur Beteiligung eingeladen.unesco.de | weitere Bilder \| Fotos hochladen | G, M, D    |
| Osterräderlauf in Lügde | 2018 | Nordrhein-Westfalen                                                                               | Der Osterräderlauf ist für die Bewohnerinnen Bewohner der „Osterräderstadt“ Lügde ein zentrales und stark identitätsstiftendes Ereignis. Mit breiter Beteiligung aller Generationen wird der Frühlingsanfang gefeiert. Die Tradition erfordert das Beherrschen einer Vielzahl von spezifischen Techniken, die im Kreis der Brauchträgerinnen und Brauchträger durch aktive Jugendarbeit weitergegeben werden.unesco.de | weitere Bilder \| Fotos hochladen | G, M, U, H |
| Die Tradition des Schäferlaufs und Schäferhandwerks in Markgröningen, Bad Urach und Wildberg                                                                                        | 2018 | Baden-Württemberg                                                                                 | Seit dem 14. Jahrhundert wird die Tradition des Schäferlaufs und Schäferhandwerks in den drei Städten des heutigen Baden-Württembergs praktiziert. Ein spielerischer Wettbewerb, das „Leistungshüten“, trägt zum Erhalt des spezifischen Wissens und Könnens der Schäfer bei und zeigt dieses gleichzeitig anschaulich für die Öffentlichkeit. unesco.de | weitere Bilder \| Fotos hochladen | G, U, H, D |
| Baumfelderwirtschaft und traditionelle Dörrobstherstellung im Steigerwald | 2018 | Bayern                                                                                            | Der Steigerwald in Franken (Bayern) zeichnet sich durch seinen reichen Laubmischwaldbestand aus. Extensiv bewirtschaftete, naturbelassene Streuobstbestände, die sogenannten Baumfelder, umgeben bis heute den Ort Fatschenbrunn und verteilen sich in der Feldflur. Sie prägen das Landschaftsbild und liefern zugleich das Rohmaterial für die bereits seit vielen Generationen in Fatschenbrunn hergestellten Hutzeln.unesco.de | weitere Bilder \| Fotos hochladen | U, H       |
| Drechslerhandwerk – Traditionelle Technik der mechanischen Werkstoffbearbeitung auf Basis rotierender Werkstücke                                                                    | 2018 | Länderübergreifend                                                                                | Das Drechslerhandwerk ist eines der ältesten Handwerke der Menschheit. Rotierende Werkstücke aus natürlichen Materialien wie Holz, Horn oder Bernstein werden mithilfe von Schneidwerkzeugen zu handwerklichen und künstlerischen (Nutz-)Objekten veredelt. Aufgrund einer Vielzahl verwendeter Rohstoffe und Produktspezialisierungen charakterisieren heute seltene Fachrichtungen wie zum Beispiel Reifendreher, Bernsteindrechsler, Horndrechsler und Holzspielzeugmacher den Beruf.unesco.de | weitere Bilder \| Fotos hochladen | D, H, M    |
| Die Bewahrung und Nutzung der Zeesboote in der Mecklenburg-Vorpommerschen Boddenlandschaft                                                                                          | 2018 | Mecklenburg-Vorpommern                                                                            | Die maritime Tradition der Zeesboote wird heute durch den Erhalt und die Nutzung der hölzernen Boote bei traditionellen Zeesbootregatten und beim Freizeitsegeln lebendig gehalten. Der Erhalt der ehemaligen Fischereiboote erfordert spezifisches handwerkliches Wissen und Können des Holzbootbaus, der Segelmacherei und des Umgangs mit Segelschiffen.unesco.de | weitere Bilder \| Fotos hochladen | U, H, M, G |
| Handwerksmüllerei in Wind- oder Wassermühlen | 2018 | Länderübergreifend                                                                                | Im 18. und 19. Jahrhundert waren Mühlen moderne Verarbeitungsstätten, die effizient die Naturkräfte nutzten. Diese Produktionsstätten legten den Grundstein für die industrielle Revolution. Bekannt sind über 180 verschiedene Nutzungsarten: Dazu gehören Mahlen (z. B. Mehl), Pressen (z. B. Pflanzenöl), Sägen (i. d. R. Holz) und Schleifen (z. B. Naturstein). Mühlen prägen bis heute viele Landschaften in Deutschland.unesco.de | weitere Bilder \| Fotos hochladen | U, H       |
| Die traditionelle kunsthandwerkliche Herstellung der Darßer Türen | 2018 | Mecklenburg-Vorpommern                                                                            | Die kunsthandwerkliche Fertigung von mit Schnitzereien verzierten Haustüren hat auf der Halbinsel Fischland-Darß-Zingst eine lange Tradition. Besonders auf dem mittleren Teil der Halbinsel, der Darß genannt wird, hat sich das Kunsthandwerk in den Orten Prerow, Wieck und Born entfalten und über 200 Jahre erhalten können.unesco.de | weitere Bilder \| Fotos hochladen | D, H       |
| Anlage und Pflege von Flechthecken | 2018 | Länderübergreifend, hauptsächlich im Raum Nieheim                                                 | Bei der im Raum Nieheim bis heute verbreiteten Tradition des Heckenflechtens werden jedes Jahr vom Spätwinter bis ins Frühjahr die Hecken neu eingebunden.unesco.de | weitere Bilder \| Fotos hochladen | G, U, H    |
| Die Haubergswirtschaft im Siegerland und in angrenzenden Regionen | 2018 | Nordrhein-Westfalen                                                                               | Die Haubergswirtschaft ist eine lokal verankerte und nachhaltige Form der Waldbewirtschaftung.unesco.de | weitere Bilder \| Fotos hochladen | H, U       |
| Wiesenbewässerung in den Queichwiesen zwischen Landau und Germersheim | 2018 | Rheinland-Pfalz                                                                                   | Die traditionelle Wiesenbewässerung folgt der Technik der Staugrabenberieselung. Sie wird als ganzjährige Bewirtschaftung mit Frühjahrs- und Sommerbewässerung durchgeführt.unesco.de 2023 wurde die Wiesenbewässerung bei Ottersheim innerhalb einer europäischen Initiative als „Traditionelle Bewässerung“ ein zweites Mal in die Liste aufgenommen. | weitere Bilder \| Fotos hochladen | U, H, M    |
| Altersgenossenfeste in Schwäbisch Gmünd | 2018 | Baden-Württemberg                                                                                 | Bei den „Altersgenossen“ treffen sich die im gleichen Jahr Geborenen zu gesellschaftlichen Aktivitäten und zum Altersgenossenfest.unesco.de | weitere Bilder \| Fotos hochladen | G, S, D    |
| Helgoländer Dampferbörte | 2018 | Schleswig-Holstein                                                                                | Bei der Tradition der Dampferbörte werden mit Booten die Passagiere der vor Anker liegenden Seebäderschiffe von und an Bord transportiert.unesco.de | weitere Bilder \| Fotos hochladen | U, S, M    |
| Oberpfälzer Zoiglkultur | 2018 | Bayern                                                                                            | Zur Oberpfälzer Zoiglkultur gehört das gemeinschaftliche Brauen sowie der von verschiedenen Ritualen und Kommunikationsformen begleitete örtliche Ausschank des Zoiglbier. unesco.de | weitere Bilder \| Fotos hochladen | G, H, M    |
| Brauch des Martensmanns | 2020 | Mecklenburg-Vorpommern und Schleswig-Holstein                                                     | Der Martensmann liefert seit dem Mittelalter jährlich ein Fass Wein aus der Hansestadt Lübeck an die Herzöge von Mecklenburg in Schwerin. Jedes Jahr am 9. November belädt der Martensmann in Lübeck seine Kutsche mit einem 100-Liter-Fass Wein und macht sich auf den Weg nach Schwerin. Nach der deutschen Wiedervereinigung belebten Bürgerinnen und Bürger den Brauch wieder. Sie betonen damit bis heute ihre regionalen Identitäten. unesco.de | weitere Bilder \| Fotos hochladen | G          |
| Friedhofskultur in Deutschland | 2020 | Länderübergreifend                                                                                | Mit Friedhofskultur in Deutschland sind die Friedhofsgestaltung, Bestattungspraxis sowie Trauer- und Erinnerungsrituale gemeint. Damit verbundene handwerkliche Techniken und Praktiken erhalten diese Kulturform und sorgen für die Pflege der Friedhöfe. Als naturnahe Orte der Erinnerungskultur sind Friedhöfe darüber hinaus heute Abbilder einer pluralistischen Gesellschaft.unesco.de | weitere Bilder \| Fotos hochladen | G, M, H, U |
| Grasedanz im Harz | 2020 | Sachsen-Anhalt                                                                                    | Der Grasedanz ist eine lebendige Tradition in zwei Harzdörfern, bei der Frauen die Hauptrolle spielen. Sie haben das Fest vor mehr als 100 Jahren als Wertschätzung ihrer Arbeit initiiert. Heute ist der Grasedanz über die Region hinaus bekannt und hat einen wichtigen Stellenwert in der Festkultur. Der Brauch zeigt sich offen, wandlungsfähig und generationenübergreifend. unesco.de | weitere Bilder \| Fotos hochladen | G          |
| Handwerkliches Bierbrauen | 2020 | Länderübergreifend                                                                                | Das traditionelle Handwerk des Bierbrauens zeigt sich als sehr wandlungsfähig. Neugegründete Brauereien greifen auf altes Wissen zurück und entwickeln daraus neue Rezepturen. Vor allem die regionale Verwurzelung des Bierbrauens führt zu einer engen Bindung der Menschen, die durch gemeinschaftliche Rituale wie Feste, Stammtische und durch Vereine noch verstärkt wird. unesco.de | weitere Bilder \| Fotos hochladen | H          |
| Kulturformen der Nutzung bäuerlicher Gemeinschaftswälder im Steigerwald und angrenzenden Regionen                                                                                   | 2020 | Bayern                                                                                            | Die Gemeinschaftswälder im Steigerwald und den angrenzenden Regionen sind Allmenden, die nach traditionellen Regeln und Praktiken mit Hilfe überlieferter Fertigkeiten bewirtschaftet werden. Örtlich spezifische Regularien bestimmen die Aufteilung der Schlagfläche, der Ernte sowie die Verteilung des Holzes. Die Bewirtschaftung mit der Stockausschlagtechnik ist besonders nachhaltig. unesco.de | Fotos hochladen                   | G, H, U    |
| Süddeutsche Wander- und Hüteschäferei | 2020 | Bayern und Baden-Württemberg                                                                      | Bei der Wanderschäferei ziehen Schafherden, geführt von ihren Schäferinnen und Schäfern, im jahreszeitlichen und standörtlichen Wechsel zwischen Sommer-, Herbst- und Winterweiden dem verfügbaren Futterangebot nach. Im Winter werden die Tiere meist kurzzeitig aufgestallt. Die Sommerweiden sind oftmals besonders karge Weidegründe, die landwirtschaftlich kaum anders genutzt werden können. Die Herbstweiden liegen in den Ackerbauregionen auf dem Weg zu den Winterweiden beziehungsweise von den Sommerweiden. Im Winter ziehen die Schafe dann in klimatische Gunstlagen. Dabei sind Distanzen von 50 bis 500 Kilometer zu bewältigen.unesco.de | weitere Bilder \| Fotos hochladen | H, D, G, U |
| Verwendung und Weitergabe der Brailleschrift in Deutschland | 2020 | Länderübergreifend                                                                                | Die Brailleschrift und ihre Anwendung bilden das Fundament für die Bildungschancen blinder Menschen und ihre berufliche und soziale Teilhabe. Diese lebendige Kulturform passt sich stetig an neue Entwicklungen und Technologien an. Die Weitergabe der Schrift erfolgt in Schulen, Rehabilitationseinrichtungen, Verbänden und Vereinen. unesco.de | weitere Bilder \| Fotos hochladen | M, U, H    |
| Buchbinderhandwerk | 2021 | Länderübergreifend                                                                                | Im Buchbinderhandwerk wird durch die Bindung von Papier ein Buchblock hergestellt, der durch einen Gold- oder Farbschnitt veredelt werden kann. Bis zur Industriellen Revolution im 19. Jahrhundert wurden Bücher ausschließlich handwerklich gebunden. Das änderte sich, als mit dem steigenden Bildungsniveau der Gesellschaften die Nachfrage weiter anstieg und die Buchherstellung nach und nach weitgehend industrialisiert wurde. unesco.de | weitere Bilder \| Fotos hochladen | H          |
| Demoszene – Kultur der digitalen Echtzeit-Animationen | 2021 | Länderübergreifend                                                                                | Die Demoszene agiert international, organisiert sich dezentral und ist nicht-kommerziell. Sie hat sich der Produktion von digitalen audiovisuellen Werken verschrieben. Die Demos sind üblicherweise mehrere Minuten lange, durch Software generierte Animationssequenzen, einer Kombination aus Musik, Videos, Text-, Pixel- und 3D-Grafiken.unesco.de | Fotos hochladen                   | D, G       |
| Deutsche Gebärdensprache – DGS | 2021 | Länderübergreifend                                                                                | Rund 80.000 gehörlose Menschen nutzen die Deutsche Gebärdensprache. Aber auch Personen mit Cochlear-Implantat oder Kinder gehörloser Eltern drücken sich mit der Gebärdensprachen aus. Sie vermittelt erfolgreich zwischen gehörlosen und hörenden Menschen und sorgt für eine gleichberechtigte Teilhabe am gesellschaftlichen, kulturellen oder politischen Leben, unabhängig von technischen Kommunikationsmitteln. unesco.de | weitere Bilder \| Fotos hochladen | M, D, G    |
| Gemeinwohlorientierte Sportvereinskultur | 2021 | Länderübergreifend                                                                                | In Deutschland gibt es rund 90.000 Sportvereine. Etwa eine Million Vereinsmitglieder engagieren sich ehrenamtlich im Sportbetrieb, sei es im Training, im Wettkampf oder in der Spielleitung. Sportvereine schaffen soziale Räume, bieten eine Vielzahl von Lehr- und Lernmöglichkeiten und fördern das Gemeinwohl. unesco.de | weitere Bilder \| Fotos hochladen | D, G       |
| Herstellung von mundgeblasenem gläsernen Lauschaer Christbaumschmuck | 2021 | Thüringen                                                                                         | Der mundgeblasene gläserne Lauschaer Christbaumschmuck mit seinen typischen von innen versilberten Glaskugeln wurde vor 200 Jahren entwickelt. Davor stellten Handwerksbetriebe in Lauscha und Umgebung Hohlglasperlen her, die zu Ketten aufgereiht wurden. Aus diesem Brauch entwickelten die Betriebe den gläsernen Baumschmuck zur Weihnachtszeit. Der Christbaumschmuck wird von innen versilbert, in Lack getaucht und mit verschiedenen Farben und Motiven bemalt. Im Laufe der Zeit hat er sich oft an die jeweilige gesellschaftliche Mode angepasst. unesco.de | weitere Bilder \| Fotos hochladen | H, G, U    |
| Idee und Praxis der Kunstvereine | 2021 | Länderübergreifend                                                                                | Kunstvereine verbinden zivilgesellschaftliches Engagement mit ehrenamtlicher Kunstvermittlung. Ursprünglich waren sie dem Bürgertum vorbehalten, fördern heute aber eine offene Teilhabe und bringen Kunst in breite Gesellschaftsschichten. Als urbane und moderne Akteure der Vernetzung nehmen sie an Diskursen zeitgenössischer Kunst teil, treiben diese an und verkörpern dabei ein Demokratieverständnis, das für den Erhalt eines lebendigen und vielfältigen Kulturerbes wichtig ist. unesco.de | weitere Bilder \| Fotos hochladen | S          |
| Kamenzer Forstfest | 2021 | Sachsen                                                                                           | Seit mehr als 300 Jahren wird das Kamenzer Forstfest gefeiert. Das einwöchige Schul- und Heimatfest findet stets um den 24. August herum statt. Bunte Wimpelketten, Fahnen und Kränze aus Tannengrün schmücken dann die Stadt Kamenz. Höhepunkt des Forstfests sind die Umzüge von Kindern und Jugendlichen, die montags und donnerstags in weißer Kleidung, mit Schärpen und Blumenschmuck durch die Stadt ziehen. unesco.de | weitere Bilder \| Fotos hochladen | G          |
| Kaspertheater als Spielprinzip | 2021 | Länderübergreifend                                                                                | Der Kasper ist eine zentrale Figur des Puppentheaters. In ihm verkörpert sich ein Spielprinzip, das nicht starr ist, sondern sich mit den gesellschaftlichen Veränderungen entwickelt. Die Tradition der Handpuppen geht bis ins 14. Jahrhundert zurück: Meister Hämmerlein, Hanswurst, Putschenelle und schließlich Kasper sind ihre Namen. unesco.de | weitere Bilder \| Fotos hochladen | D          |
| Marktredwitzer Krippenkultur | 2021 | Bayern                                                                                            | Die Weihnachtszeit ist in Marktredwitz traditionell Krippenzeit. Aus Steinen, Wurzeln, Moos und Beeren entsteht eine kunstvolle Gebirgslandschaft im Kleinformat, in der hunderte kleine Tonfiguren Alltagsszenen aus den Bergen nachstellen. Im Fokus der Marktredwitzer Krippenkultur steht das Wissen um die Bedeutung und Geschichte der Figuren und Szenen. unesco.de | Fotos hochladen                   | H, G       |
| Papiertheater | 2021 | Länderübergreifend                                                                                | Ein Papiertheater besteht aus Tischbühnen, die mit Figuren und Szenen aus Papier bespielt werden. In Deutschland hat das Papiertheater eine gut 200-jährige Tradition. Viele Dekorationen, Figurenbögen und Texthefte aus dem 19. Jahrhundert sind noch heute erhalten. Heute gibt es eine lebendige Szene in Deutschland und Europa, die sich auf Festivals wie dem Papiertheatertreffen Preetz trifft. unesco.de | weitere Bilder \| Fotos hochladen | D          |
| Pfälzerwaldhütten-Kultur | 2021 | Rheinland-Pfalz                                                                                   | Im Pfälzerwald und benachbarten Regionen betreiben viele gemeinnützige Ortsgruppen Wanderheime, Rasthäuser und Schutzhütten. Dabei überliefern sie Traditionen, regionales Naturschutzwissen, sowie Kenntnisse zur Pflege von Holzhütten und Wanderwegen. unesco.de | weitere Bilder \| Fotos hochladen | G, U       |
| Ringreiten | 2021 | Schleswig-Holstein und darüber hinaus                                                             | Beim Ringreiten versuchen Teilnehmende Ringe aufzuspießen, die jede Runde kleiner werden. Die Ringe werden mit einem Magneten an einen Ringbaum gespannt, der auch Galgen heißt. Die Teilnehmenden reiten mit ihrem Pferd im Galopp und treffen das Ziel mit einer Lanze. Wer die meisten Ringe sticht, gewinnt den Wettbewerb. Rund um die Spiele haben sich Feste und Umzüge mit eigenen Ritualen und Bräuchen gebildet. unesco.de | weitere Bilder \| Fotos hochladen | G          |
| Schwörtagstraditionen in ehemaligen Reichsstädten | 2021 | Baden-Württemberg                                                                                 | Die Schwörtagstraditionen beruhen auf mittelalterlichen Vorlagen. Die Stadtgemeinden konstituierten sich durch einen gemeinsamen öffentlichen Eid des Stadtoberhaupts, des Rates und der ganzen Bürgerschaft auf die jeweilige Stadtverfassung. Ihren Ursprung haben die Rituale in der politischen Kultur in den Reichsstädten des Heiligen Römischen Reiches. Die Reichsstädte regierten sich bis zur Auflösung des Heiligen Römischen Reiches weitgehend selbst und wahrten so eine relative Unabhängigkeit. unesco.de | weitere Bilder \| Fotos hochladen | G          |
| Streuobstanbau | 2021 | Länderübergreifend                                                                                | Streuobstwiesen sind artenreiche Biotope, die im Rückgang begriffen sind. Der Streuobsanbau ist heute insbesondere durch schwindendes Wissen und Nutzungsaufgabe bedroht.unesco.de | weitere Bilder \| Fotos hochladen | H, U       |
| Traditionelle Bewässerung der Wässerwiesen in Franken | 2021 | Bayern                                                                                            | Die Kulturtechnik der Wiesenbewässerung im Grabenstausystem wird in Franken seit Jahrhunderten betrieben. Die traditionelle Bewässerung nutzt schwerkraftgebundene Rieselverfahren. Heute halten Wässergemeinschaften zusammen mit ehrenamtlichen Gruppen und Institutionen die traditionelle Bewässerung und spezielle Wasserhebetechniken lebendig. unesco.de | weitere Bilder \| Fotos hochladen | H, U       |
| Traditionelle Karpfenteichwirtschaft in Bayern | 2021 | Bayern                                                                                            | In Bayern entstanden bereits im Mittelalter kleinteilige Teichlandschaften, deren traditionelle Bewirtschaftung durch Fischereibetriebe eine artenreiche Kulturlandschaft entstehen ließ. Die Teiche sind oft nicht besonders groß und werden daher in der Regel im bäuerlichen Nebenerwerb geführt. Grundlage dafür bietet das über Generationen weitergegebene Wissen über den Teichbau, das Bespannen, die Teichpfelge, das Füttern und Abfischen. unesco.de | weitere Bilder \| Fotos hochladen | H, U       |
| Uhrmacherhandwerk | 2021 | Länderübergreifend                                                                                | Das Uhrmacherhandwerk erfordert breite Kenntnisse von historischen bis zu elektronischen Zeitmessgeräten. Die Weitergabe von theoretischem Wissen, vielfältigen handwerklichen Techniken sowie Fähigkeiten zur Restauration und Wartung erhält die Lebendigkeit des Uhrmacherhandwerks. Bundesweit gibt es derzeit rund 2.600 Handwerksbetriebe. Die Zeitmessung als Grundlage des Uhrmacherhandwerks hat historische Entwicklungen wie Seenavigation und die Industrialisierung mitgeprägt. unesco.de | weitere Bilder \| Fotos hochladen | H          |
| Weinkultur in Deutschland | 2021 | Länderübergreifend                                                                                | Seit Jahrhunderten bestimmt die Weinkultur auch in Deutschland den Lebensrhythmus von Menschen in Weinanbauregionen. Daraus entstanden zahlreiche Bräuche, jahreszeitliche Feste und ein eigenes Vokabular, aber auch bekannte Redensarten wie „reinen Wein einschenken“. unesco.de | weitere Bilder \| Fotos hochladen | M, G, H, U |
| Handwerkliche Apfelweinkultur | 2022 | Baden-Württemberg, Bayern, Hessen, Rheinland-Pfalz und darüber hinaus                             | Bei der Apfelweinherstellung werden zunächst die Äpfel vom Baum geschüttelt und zu einer grobkörnigen Maische zerkleinert. Der daraus gewonnene Saft wird mit Hefe versetzt und gegärt. Durch den Gärungsprozess entwickeln sich würzig-fruchtige Aromen. Im Laufe der Zeit haben sich landschaftsprägende Streuobstbestände und eine identitätsprägende Kultur entwickelt. Die handwerkliche Apfelweinkultur betreiben häufig Familien, Vereine und Keltergemeinschaften die ihr eigenes Obst anbauen und keltern. Traditionell wird das Wissen und Können um die Herstellung des Apfelweins innerhalb der Familien und Vereine über Generationen hinweg weitergegeben. Darüber hinaus existieren viele Straußenwirtschaften und Kleinkeltereien, die ihre eigenen geschmacklichen Traditionen und Aromen entwickelt haben. unesco.de | weitere Bilder \| Fotos hochladen | G, U, H    |
| Trakehner Zucht | 2022 | Länderübergreifend                                                                                | Historisch entwickelte sich die Zucht aus der Rekrutierung für den Königlichen Marstall Preußen und als Kavalleriepferd nach dem Ersten Weltkrieg zum Wirtschafts- und Sportpferd. Nach dem Zweiten Weltkrieg wurde mit den wenigen überlebenden Tieren die Trakehner Zucht neu aufgebaut. Heute werden Trakehner Reitpferde in vielen Ländern der Welt gezüchtet und in allen Reit- und Fahrsportdisziplinen vom Breiten- bis zum internationalen Spitzensport eingesetzt. Dazu gehört neben der Dressur, der Vielseitigkeit und dem Fahren auch der Para-Reitsport. Das Trakehner Pferd wird aufgrund seiner Sensibilität auch im therapeutischen Reiten und im Kinderreitunterricht eingesetzt. unesco.de | weitere Bilder \| Fotos hochladen | M, G, U    |
| Weitergabe von Wissen und Können im Brieftaubenwesen | 2022 | Länderübergreifend                                                                                | Das Brieftaubenwesen entwickelte sich im 19. Jahrhundert aus der Tradition, Tauben als Nachrichtenüberbringerinnen einzusetzen. Heute wird die Praxis primär als Hobby betrieben. Die Züchtenden betreuen dazu mit großem Engagement ihre Tauben. Brieftauben werden zumeist in Gartenschlägen oder auf dem Dachboden gehalten, was ausreichend Nistplätze und besondere Belüftungssysteme erforderlich macht. unesco.de | weitere Bilder \| Fotos hochladen | M, G, U    |
| Willibaldsritt Jesenwang | 2022 | Bayern                                                                                            | Bei dem Willibaldsritt in Jesenwang reiten hunderte Menschen mit ihren Pferden in einer feierlichen Prozession durch eine Kirche. Heute nehmen an der Wallfahrt bis zu 300 Reitende mit ihren Pferden und Gespannen teil. Begleitet werden sie dabei von bis zu 2.000 Besucherinnen und Besuchern. Am frühen Nachmittag sammelt sich die Reiterschaft in der Ortschaft St. Willibald und begibt sich gemeinsam zur Kirche. Nach der Segnung der Pferde durchreiten die Teilnehmenden des Zugs das Gotteshaus. Anschließend treffen sie sich im Jesenwanger Kastanienhain, um die Pferdeweihe gemeinsam festlich zu beschließen. unesco.de | Fotos hochladen                   | G          |
| Bad Dürrenberger Brunnenfest | 2023 | Sachsen-Anhalt                                                                                    | Seit mehr als 250 Jahren wird in Bad Dürrenberg das Brunnenfest gefeiert. Traditioneller Anlass für die mehrtägige Feier ist die Erinnerung an die Erschließung der Dürrenberger Solequelle im Jahre 1763. Zu dem vielfältigen Programm des Festes, das nach Möglichkeit jedes Jahr Ende Juni stattfindet, gehören Open-Air-Musik, ein Feuerwerk und ein Festumzug. unesco.de | Fotos hochladen                   | G          |
| Bau und Nutzung des Spreewaldkahns | 2023 | Brandenburg                                                                                       | Der Spreewaldkahn, sorbisch cołn, ist ein historisches Transportmittel, das an die Gegebenheiten der unzähligen Spreewaldfließe angepasst ist. Er ist Teil der Kulturlandschaft des Spreewalds und wurde in unterschiedlichen Lebenslagen, wie zum Beispiel zur Tauffahrt, als Schulkahn, für den Gütertransport, zur Hochzeit oder auch als Trauerkahn genutzt. unesco.de | weitere Bilder \| Fotos hochladen | H          |
| Englmarisuchen | 2023 | Bayern                                                                                            | Das Englmarisuchen ist ein Schauspiel, dass alljährlich um Pfingsten in der Gemeinde Sankt Englmar stattfindet. Anlass des Schauspiels ist die Legende von Tod und Auffindung des Einsiedlers und Ortspatrons Engelmar. unesco.de | weitere Bilder \| Fotos hochladen | G          |
| Gestaltung und traditionell handwerkliche Fertigung der Vorpommerschen Fischerteppiche                                                                                              | 2023 | Mecklenburg-Vorpommern                                                                            | Bei der Gestaltung und traditionell handwerklichen Fertigung der Vorpommerschen Fischerteppiche handelt es sich um eine mündlich überlieferte, seit etwa 100 Jahren bestehende Tradition an der Küste des Greifswalder Boddens. Anfänglich als Arbeitsbeschaffungsmaßnahme ins Leben gerufen, hat sich eine Tradition entwickelt, die noch heute für viele Menschen in der Region identitätsstiftend ist. unesco.de | weitere Bilder \| Fotos hochladen | H          |
| Handweberei | 2023 | Länderübergreifend                                                                                | Beim Handweben handelt es sich um die Herstellung von Geweben an Webrahmen, Flachwebstühlen oder anderen nichtmaschinellen Webgeräten durch rechtwinklige Verkreuzung von Fäden. Das Handweben erfordert eine genaue Planung des Gewebes, sowie ein gewisses technisches Verständnis. unesco.de | weitere Bilder \| Fotos hochladen | H          |
| Hip-Hop-Kultur in Heidelberg und ihre Vernetzung in Deutschland | 2023 | Länderübergreifend                                                                                | Die seit den 1980er Jahren in Heidelberg praktizierte Hip-Hop-Kultur basiert auf verschiedenen Elementen wie unter anderem Rap, Deejaying, Beatboxing, Graffiti, Cyphers, Jams sowie Breakdance. Heute wird Hip-Hop in unterschiedlichen Ausprägungen im gesamten deutschsprachigen Raum praktiziert, gelebt und immer wieder neu weitergetragen. unesco.de | weitere Bilder \| Fotos hochladen | M, D       |
| Kindergartenidee nach Friedrich Fröbel als kulturelle Form frühkindlicher Erziehung und Bildung                                                                                     | 2023 | Länderübergreifend                                                                                | Im Fokus der Kindergartenidee nach Friedrich Fröbel steht das Lernen im Spiel als Bestandteil der frühkindlichen Erziehung. Dabei zeichnet sich die Kindergartenidee durch eine Offenheit gegenüber allen Kindern aus. Ihre Grundsätze prägen das gesellschaftliche Zusammenleben und die Interaktionen unter Kindern sowie zwischen Kindern und Erwachsenen. unesco.de | weitere Bilder \| Fotos hochladen | S          |
| Klassische Reitlehre in Deutschland | 2023 | Länderübergreifend                                                                                | Die klassische Reitlehre ist eine Ausbildungsmethode von Pferden, die von Generation zu Generation weitergegeben wird und sich an den Bedürfnissen sowie den natürlichen und individuellen Anlagen des Pferdes orientiert. unesco.de | weitere Bilder \| Fotos hochladen | M, U       |
| Knickpflege in Schleswig-Holstein | 2023 | Schleswig-Holstein                                                                                | Knicks sind von Menschen errichtete und mit Bäumen und Sträuchern bepflanzte Erdwälle, die seit Jahrhunderten Teil der Kulturlandschaft Schleswig-Holsteins sind. Dank des Wissens in der Landwirtschaft und freiwilligen Engagements für eine stetige Knickpflege blieben die Knicks lange Zeit bestehen und erfüllen noch heute eine Vielzahl wichtiger Funktionen. unesco.de | weitere Bilder \| Fotos hochladen | M, U       |
| Singen des Steigerlieds | 2023 | Länderübergreifend                                                                                | Das Steigerlied ist eine Hymne des Bergbaus und hat eine bis heute anhaltende Popularität erlangt. Es wird in aktiven und ehemaligen Bergbauregionen Deutschlands gesungen. Je nach Region sind unterschiedliche Fassungen des Liedtextes vorhanden. unesco.de | weitere Bilder \| Fotos hochladen | M, D       |
| Zirkus als eigenständige Form der Darstellenden Kunst | 2023 | Länderübergreifend                                                                                | Der Zirkus als eigenständige Form der darstellenden Kunst präsentiert einem Publikum auf spezifischen Fähigkeiten basierende Darbietungen. Als Ergebnis eines kreativen Prozesses werden Inhalte vermittelt und Elemente anderer Kunstbereiche wie zum Beispiel Theater, Tanz, Musik, aber auch des Sports und der Technik aufgegriffen. unesco.de | weitere Bilder \| Fotos hochladen | D          |
| Sächsisches Bergsteigen | 2024 | Sachsen                                                                                           | Das Bergsteigen in Sachsen bezeichnet eine Praxis, die, den regionalen geologischen Bedingungen des Sandsteins entsprechend, spezifische Techniken und Regeln des Kletterns erfordert sowie Wissen um die naturräumlichen und biologischen Gegebenheiten voraussetzt und vermittelt. unesco.de | weitere Bilder \| Fotos hochladen |            |
| Technokultur in Berlin | 2024 | Berlin                                                                                            | | Fotos hochladen                   |            |
| Finsterwalder Sangestradition | 2024 | Finsterwalde (Brandenburg) und umliegende Ortschaften                                             | | Fotos hochladen                   |            |
| Kirchseeoner Perchtenlauf | 2024 | Kirchseeon (Bayern)                                                                               | | weitere Bilder \| Fotos hochladen |            |
| Schwälmer Weißstickerei (Hessenstickerei) | 2024 | Hessen und darüber hinaus                                                                         | | Fotos hochladen                   |            |
| Viez | 2024 | moselfränkischer Raum                                                                             | Herstellung, Konsum und Bräuche rund um regionaltypische Weine aus Äpfeln, Birnen und Quitten | weitere Bilder \| Fotos hochladen |            |
| Analoge Fotografie – Fertigung von Bildnissen als Positiv-Unikate oder als Negative zur Vervielfältigung mittels analoger fotografischer Verfahren                                  | 2025 | Deutschlandweit und darüber hinaus                                                                | | Fotos hochladen                   | H          |
| Brettspiele spielen – Deutsche Brettspielkultur | 2025 | Deutschlandweit und darüber hinaus                                                                | | weitere Bilder \| Fotos hochladen | M          |
| Buttjer, Humpisch, Kochum, Schlausmen, Masematte, Manisch, Jenisch, Lachoudisch und weitere sogenannte „Rotwelsch-Dialekte“ als Träger kultureller Ausdrucksformen in der Gegenwart | 2025 | Deutschlandweit und darüber hinaus                                                                | | Fotos hochladen                   | H          |
| Das Goldschlägerhandwerk am Beispiel der Stadt Schwabach | 2025 | Schwabach, europaweit und darüber hinaus                                                          | | weitere Bilder \| Fotos hochladen | H          |
| Das Töpfer- und Keramikerhandwerk in Deutschland. Bewahrung und Weiterentwicklung der traditionellen Handwerkstechniken                                                             | 2025 | Deutschlandweit und darüber hinaus                                                                | | weitere Bilder \| Fotos hochladen | H          |
| Chinesenfasching Dietfurt | 2025 | Dietfurt                                                                                          | | weitere Bilder \| Fotos hochladen | G          |
| Die Geißbocktradition zwischen den Städten Lambrecht und Deidesheim | 2025 | Lambrecht, Deidesheim und Umgebung (Landkreis Bad Dürkheim)                                       | | weitere Bilder \| Fotos hochladen | G          |
| Fastnacht an der Saar: Tradition, Vielfalt, Gemeinschaftsgeist | 2025 | Saarland                                                                                          | | Fotos hochladen                   | G, M, D    |
| Gebrauchshundewesen | 2025 | Deutschlandweit und darüber hinaus                                                                | | Fotos hochladen                   | U          |
| Gehöferschaft Wadrill – Eine traditionelle Waldgenossenschaft | 2025 | Wadrill bei Wadern (Saarland)                                                                     | | Fotos hochladen                   | G, M, U    |
| Glockenguss und Glockenmusik | 2025 | Deutschlandweit und darüber hinaus                                                                | | Fotos hochladen                   | D, H, G    |
| Gold- und Silberschmiedehandwerk | 2025 | Deutschlandweit und darüber hinaus                                                                | | Fotos hochladen                   | H          |
| Handwerkliche Brennkunst | 2025 | Schwarzwald, Schwäbische Alb, Bodenseeregion, Franken, Rheinland-Pfalz, Bayern und darüber hinaus | | Fotos hochladen                   | H, U       |
| Immersive Vermittlung der Natur und des Universums in Planetarien | 2025 | Deutschlandweit und darüber hinaus                                                                | | weitere Bilder \| Fotos hochladen | U          |
| Nikolauspostamt – Kinderbriefe an den Nikolaus, Weihnachtspostfiliale St. Nikolaus                                                                                                  | 2025 | Gemeindebezirk St. Nikolaus in Großrosseln, deutschlandweit                                       | | weitere Bilder \| Fotos hochladen | M, G       |

## Gute Praxisbeispiele
Das Register Guter Praxisbeispiele der Erhaltung immateriellen Kulturerbes in Deutschland umfasst modellhafte Projekte zum Schutz und zur Stärkung von Immateriellem Kulturerbe. Die Programme, Projekte und Tätigkeiten zur Erhaltung immateriellen Kulturerbes sollen Anregungen zur Förderung kultureller Ausdrucksformen bieten.
| Name                                                                                                   | Jahr | Bundesland                                             | Beschreibung | Bild                              |
| --- | ---- | ------------------------------------------------------ | --- | --------------------------------- |
| Bewahrung und Förderung von Kultur, Vielfalt und Qualität regionaler Spezialitäten in Oberfranken      | 2015 | Bayern, Oberfranken                                    | In Oberfranken gibt es eine große Fülle kulinarischer Besonderheiten, mit denen sorgsam gepflegte Bräuche verbunden sind. Dieses kulinarische und soziale Erbe zu dokumentieren haben sich der Verein „Genussregion Oberfranken“ und die Handwerkskammer für Oberfranken zur Aufgabe gemacht.unesco.de | weitere Bilder \| Fotos hochladen |
| Manufakturelle Schmuckgestaltung                                                                       | 2015 | Länderübergreifend                                     | Das Projekt „Manufakturelle Schmuckgestaltung“ hat sich zum Ziel gesetzt, die einzigartigen manufakturellen Techniken der Schmuckgestaltung und das entsprechende Erfahrungswissen zu erhalten und weiterzugeben. Durchgeführt vom Deutschen Technikmuseum Berlin trägt es zur Erhaltung des Immateriellen Kulturerbes durch Dokumentation, Forschung, Förderung und Weitergabe bei.unesco.de | Fotos hochladen                   |
| Erforschung und Dokumentation von Flur- und Hausnamen in Bayern                                        | 2016 | Bayern                                                 | Flur- und Hausnamen beschreiben Äcker, Wiesen, Wälder, Gewässer, Berge und Häuser. Als Zeugen ihrer Zeit sind allein in Bayern etwa 10 Millionen Flurnamen mündlich überliefert.unesco.de | Fotos hochladen                   |
| Hochalpine Allgäuer Alpwirtschaftskultur in Bad Hindelang                                              | 2016 | Bayern                                                 | Die Gemeinde Bad Hindelang praktiziert zur Erhaltung der Hochalpinen Allgäuer Alpwirtschaftskultur seit 1988 erfolgreich das „Ökomodell Hindelang“. Sie ist die alpflächenreichste Kommune Deutschlands: 45 anerkannte und staatlich geförderte Alpen mit 8.000 Hektar Alpfläche. Die Gemeinde setzt mit ihrem Modell auf Naturschutz und Nachhaltigkeit, regionale und direkte Vermarktung und nachhaltigen Tourismus.unesco.de | weitere Bilder \|Fotos hochladen  |
| Bauhüttenwesen – Weitergabe, Dokumentation, Bewahrung und Förderung von Handwerkstechniken und -wissen | 2018 | Länderübergreifend                                     | Seit Jahrhunderten bewahren Dom- und Münsterbauhütten tradiertes Wissen und Bräuche über Bau und Erhalt von Großkirchen. Mit ihren zahlreichen Dokumentations- und Erhaltungsaktivitäten, der Jugend- und Vermittlungsarbeit, der Vernetzung mit der Politik, Industrie und untereinander bieten die deutschen Dom- und Münsterbauhütten ein überregionales Modell für die Erhaltung Immateriellen Kulturerbes.unesco.de | weitere Bilder \| Fotos hochladen |
| Amateurmusikpflege in Baden-Württemberg                                                                | 2018 | Baden-Württemberg                                      | Fast ein Drittel aller nicht-professionellen Musizierenden der gesamten Bundesrepublik stammt aus Baden-Württemberg. Ein bedeutendes lokales Ereignis ohne die unmittelbare Beteiligung eines Amateurmusikvereins ist in Baden-Württemberg praktisch undenkbar.unesco.de | weitere Bilder \| Fotos hochladen |
| Der „Pfingsttanz“ als Basis der kommunalen Entwicklung in der Verbandsgemeinde Mansfelder Grund-Helbra | 2018 | Sachsen-Anhalt                                         | Pfingstvereine gibt es zahlreich, aber jene in den Dörfern Ahlsdorf, Blankenheim, Hergisdorf und Kreisfeld in der Verbandsgemeinde Mansfelder Grund-Helbra zeigen modellhaft, wie ein gemeinsamer Brauch zu intensiver Zusammenarbeit auf kommunaler und kultureller Ebene führen kann. In der Gegend sind Pfingstbräuche mindestens seit Anfang des 19. Jahrhunderts bekannt.unesco.de | Fotos hochladen                   |
| Welttanzprogramm (WTP) für den Paartanz                                                                | 2018 | Länderübergreifend                                     | Das in Deutschland entwickelte Welttanzprogramm für den Paartanz ist eine weltweit erfolgreiche Methodik der gemeinschaftlichen paarweisen Bewegung zu Musik. Dieses offene und inklusive Modellprogramm bietet niedrigschwellige tänzerische Bildung für jedes Lebensalter und Lebenslage.unesco.de | Fotos hochladen                   |
| Zusammenleben von Minderheiten und Mehrheiten im deutsch-dänischen Grenzland                           | 2018 | Schleswig-Holstein                                     | Minderheiten und Mehrheiten leben heute im deutsch-dänischen Grenzland friedlich zusammen. Die zahlreichen modellhaften Aktivitäten der jeweiligen Minderheit werden getragen von Vereinen und Verbänden. Sie leisten mit ihrem ehrenamtlichen Engagement einen wichtigen Beitrag für die Förderung von Demokratie und Zivilgesellschaft.unesco.de | weitere Bilder \| Fotos hochladen |
| Revitalisierung des Spiels auf der diatonischen Handharmonika in Mecklenburg-Vorpommern                | 2020 | Mecklenburg-Vorpommern                                 | Die diatonische Handharmonika entstand zu Beginn des 19. Jahrhunderts im deutschen Sprachraum. Sie verbreitete sich zunächst in den Nachbarländern und später auch weltweit. Heute wird das Instrument vor allem im Ausland gespielt. In Deutschland war es fast verschwunden und prägt nun zunehmend wieder das lokale Bewusstsein der jüngeren Generationen.unesco.de | Fotos hochladen                   |
| Revitalisierung synagogaler Chormusik des 19. und 20. Jahrhunderts Mittel- und Osteuropas              | 2020 | Berlin, Brandenburg, Niedersachsen, Sachsen, Thüringen | Die synagogale Chormusik entstand Anfang des 19. Jahrhunderts, verschwand aber in der Zeit des Nationalsozialismus wegen der Zerstörung der meisten Synagogen und der systematischen Ermordung der jüdischen Bevölkerung. Heute wird die Musiktradition von einigen Chören wiederbelebt, die das Repertoire der Komponisten einstudieren.unesco.de | weitere Bilder \| Fotos hochladen |
| Die Vielfalt des Sagenerzählens in Mecklenburg-Vorpommern                                              | 2021 | Länderübergreifend                                     | Sagen unterscheiden sich von Märchen durch ihren lokalen Charakter. Die mündlich überlieferte Literatur steht in Bezug zum regionalen Kultur- und Naturerbe und bleibt durch aktives Erzählen lebendig.unesco.de | Fotos hochladen                   |
| Erhalt der bauhandwerklichen Praxis der Jurahäuser im Altmühljura                                      | 2021 | Bayern                                                 | Das Jurahaus ist eine regionaltypische Hausform im Altmühljura. Es zeichnet sich durch eine kubische Form aus und hat kleine Fenster, die Steindächer bestehen aus Kalkplatten.unesco.de | weitere Bilder \| Fotos hochladen |
| Pflasterer- und Steinsetzerhandwerk: Weitergabe, Bewahrung und Förderung von Wissen und Techniken      | 2022 | Länderübergreifend                                     | Das Pflasterer- und Steinsetzer Handwerk kann in Deutschland bis in das 11. Jahrhundert zurückverfolgt werden. Es wurde historisch insbesondere für repräsentative Zwecke verwendet, für Straßen, Plätze, Schlosshöfe und Alleen. In den letzten Jahren nimmt die Pflasterung aufgrund seiner ökologischen Vorteile gegenüber der Asphaltierung wieder zu. Die Qualität einer Pflasterung hängt dabei von der sach- und fachgerechten Durchführung ab, wobei das handwerkliche Wissen, die Erfahrungen und die Kreativität der Pflasternden von immenser Bedeutung sind. unesco.de | weitere Bilder \| Fotos hochladen |
| Netzwerk Kachelofenbau - Traditioneller, handwerklicher Bau von Kachelöfen                             | 2023 | Länderübergreifend                                     | Unter dem Dach der Stiftung Museumsstandort Velten führen der Förderverein Ofen- und Keramikmuseen Velten e. V. und der Verein 850° das informelle „Netzwerk Kachelofenbau“ zusammen.unesco.de | weitere Bilder \| Fotos hochladen |
| Sail Training auf Traditionssegelschiffen                                                              | 2023 | Länderübergreifend                                     | Das Sail Training bedeutet aktives Segeln auf Traditionsseglern als Teil der Besatzung bei dem das Können und Wissen vom Segeln, der Navigation, der Schiffserhalt und Schiffsbetrieb von einer Stammcrew mit jungen Menschen geübt und weitergeben wird. unesco.de | weitere Bilder \| Fotos hochladen |
| Bau und Spiel der Waldzither in Thüringen und im Harz                                                  | 2025 | Thüringen, Harz                                        | | weitere Bilder \| Fotos hochladen |
| Kunsthandwerk aus dem Erzgebirge                                                                       | 2025 | Erzgebirge                                             | | weitere Bilder \| Fotos hochladen |
| Studioglas in Frauenau                                                                                 | 2025 | Frauenau, deutschlandweit und darüber hinaus           | | Fotos hochladen                   |